# Ivana Zelenková
Ivana Zelenková (* 1. května 1963 Strakonice) je česká politička, od roku 2010 starostka obce Čejetice na Strakonicku.

## Život
Je absolventkou Střední průmyslové školy textilní, po jejímž ukončení byla zaměstnána ve společnosti Fezko Strakonice, dále v soukromém sektoru v oblasti výroby pracovních oděvů a před rokem 2010 jako ředitelka firmy Proftex Strakonice a.s.
Je vdaná a má 3 dospělé děti ve věku 35, 30 a 23 let. Trvale žije v obci Čejetice, okres Strakonice.

## Politické působení
V komunálních volbách v roce 2006 byla zvolena jako nezávislá na kandidátce subjektu „Čejetice 2“ zastupitelkou obce Čejetice na Strakonicku. Ve volbách v roce 2010 mandát obhájila, když vedla jako nestraník tamní kandidátku ODS. V roce 2010 byla zvolena starostkou obce.
Také ve volbách v roce 2014 byla zvolena zastupitelkou a starostkou obce, opět jako nezávislá na kandidátce subjektu „Pro Čejetice“. Obě funkce obhájila i ve volbách v roce 2018 jako nestraník za hnutí STAN na kandidátce subjektu „PRO ČEJETICE“.
V současné době je ve funkci starostky obce třetí volební období. V posledním volebním období se obec Čejetice od roku 2015 účastnila soutěže Vesnice roku a v roce 2015 získala Modrou stuhu za společenský život, v roce 2016 Bílou stuhu za činnost mládeže, v roce 2017 Oranžovou stuhu za spolupráci se zemědělským subjektem a Oranžovou stuhu ČR v celostátním kole. V roce 2018 se Čejetice umístily na 2. místě v krajském kole této soutěže a v roce 2019 obec získala Zlatou stuhu a 1. místo v krajském kole.
Jako starostka se mimo jiné věnuje také udržování historických tradic, které se váží k obci Čejetice, což je zejména pietní vzpomínka na bitvu u Sudoměře a vojevůdce Jana Žižku. V tomto směru obec spolupracujeme dlouhodobě s Církví československou husitskou a jejím patriarchou Tomášem Buttou. Založení novodobé tradice rekonstrukce bitvy u Sudoměře v roce 2015 přineslo obci Cenu hejtmana Jihočeského kraje v rámci projektu Jižní Čechy husitské.
Ve volbách do Senátu PČR v roce 2020 kandidovala za hnutí STAN v obvodu č. 12 – Strakonice. Se ziskem 4,39 % hlasů skončila na 7. místě a do druhého kola nepostoupila.